# Geriatrische Depressionsskala
Die Geriatrische Depressionsskala (GDS), auch als Depressionstest nach Yesavage bezeichnet, ist ein Mitte der 1980er Jahre von J. A. Yesavage entwickeltes und international weit verbreitetes Assessmentinstrument, das mit Hilfe eines vom Patienten auszufüllenden Fragebogens im Rahmen des geriatrischen Assessments Hinweise auf eine eventuell vorhandene Altersdepression oder depressive Stimmungslage geben kann. Der Fragebogen umfasst in der Regel 15 Fragen und eignet sich für gesunde, medizinisch kranke und mild bis moderat kognitiv eingeschränkte ältere Menschen.